# Bivolari
Bivolari è un comune della Romania di 4 485 abitanti, ubicato nel distretto di Iași, nella regione storica della Moldavia.
Il comune è formato dall'unione di 5 villaggi: Bivolari, Buruienești, Soloneț, Tabăra, Traian.